# Васюченко, Пётр Васильевич
Пётр Васильевич Васюченко (бел. Пётр Васільевіч Васючэнка; известный как Петро Васюченко, бел. Пятро Васючэнка; 15 февраля 1959, Полоцк — 25 августа 2019, Минск) — советский и белорусский писатель

, литературовед, литературный критик, драматург, эссеист. Кандидат филологических наук (1983).

## Биография
Родился в городе Полоцке Белорусской ССР. Окончил среднюю школу № 9 города Полоцка.
Окончил факультет журналистики Белорусского государственного университета (1981), аспирантуру — при Институте литературы имени Янки Купалы Национальной академии наук Беларуси (1983).
С 1984 по 1997 год — научный сотрудник Института литературы имени Янки Купалы Национальной академии наук Беларуси.
С 1997 года — заведующий кафедрой белорусского языка и литературы Минского государственного лингвистического университета.

## Основные научные труды
- Васючэнка, П. В. Драматургія і час / П. В. Васючэнка. — Мінск : Навука і тэхніка, 1991. — 143 с.
- Васючэнка, П. В. Драматургічная спадчына Янкі Купалы : Вопыт сучаснага прачытання / П. В. Васючэнка. — Мінск : Навука і тэхніка, 1994. — 171 с.
- Васючэнка, П. В. Пошукі страчанага дзяцінства : Белорусскія празаікі «сярэдняга пакалення» аб Вялікай Айчыннай вайне / П. В. Васючэнка. — Мінск : Навука і тэхніка, 1995. — 78 с.
- Васючэнка, П. В. Сучасная беларуская драматургия : дапаможнік для настаўнікаў / П. В. Васючэнка. — Мінск : Мастацкая літаратура, 2000. — 156 с.
- Васючэнка, П. В. Беларуская літаратура XX стагоддзя і сімвалізм / П. В. Васючэнка. — Мінск : МДЛУ, 2004. — 154 с.
- Васючэнка, П. В. Беларуская літаратура і свет : ад эпохі рамантызму да нашых дзён / П. В. Васючэнка, Л. П. Баршчэўскі, М. Тычыны. — Мінск : Радыела-плюс, 2006. — 574 с.
- Васючэнка, П. В. Ад тэксту да хранатопа : артыкулы, эсэ, пятрогліфы / П. В. Васючэнка. — Мінск : Галіяфы, 2009. — 194 с.

Автор справочника «Вялікія пісьменнікі XX стагоддзя» (2002). Составитель сборника «Сучасная беларуская драматургія : традыцыі і наватарства» (2003).

## Литературные произведения
По собственному признанию, пишет в манере «полоцкого иронизма». Один из зачинателей жанра фэнтези в литературе на белорусском языке («Прыгоды паноў Кубліцкага і Заблоцкага» (1997) і «Жылі-былі паны Кубліцкі ды Заблоцкі» (2003)). Крупнейший современный белорусский эссеист.
Автор ста восьмидесяти научно-популярных статей, рецензий, эссе. Произведения писателя переводились на английский, болгарский, немецкий, польский, русский, словацкий и чешский языки.
Пьесы П. В. Васюченка ставятся на сценах белорусских театров.
- Васючэнка, П. В. Белы мурашнік : аповеды, прыпавесці / П. В. Васючэнка. — Мінск : Мастацкая літаратура, 1993. — 109 с.
- Васючэнка, П. В. Маленькі збраяносец : Зборнік п’ес для драматычных і лялечных тэатральных калектываў / П. В. Васючэнка. — Мінск : БелІПК, 1999. — 128 с.
- Васючэнка, П. В. Прыгоды аднаго губашлепа : Аповеды пра Валентага / П. В. Васючэнка. — Мінск : ЧП "Редакция газеты «Част.детектив», 1999. — 63 с.
- Васючэнка, П. В. Жылі-былі паны Кубліцкі ды Заблоцкі : казачныя аповесці / П. В. Васючэнка. — Мінск : Мастацкая літаратура, 2003. — 97 с.
- Васючэнка, П. В. Адлюстраванні першатвора : літаратура ў філалагемах і пятрогліфах / П. В. Васючэнка. — Мінск : Логвінаў, 2004. — 144 с.
- Васючэнка, П. В. Каляровая Затока : экалагічная казка / П. В. Васючэнка. — Мінск : Мастацкая літаратура, 2008. — 142 с.
- Васючэнка, П. В. Піраміда Ліннея : кніга паэзіі / П. В. Васючэнка. — Мінск : Галіяфы, 2008. — 76 с.

## Награды
Лауреат литературной премии «Гліняны Вялес» (2003) за книгу «Жылі-былі паны Кубліцкі ды Заблоцкі».
Лауреат литературной премии «Блакітны свін» (2010)